# Brandon Silent
Brandon Silent (ur. 22 stycznia 1973) – południowoafrykański piłkarz grający na pozycji pomocnika. W reprezentacji Republiki Południowej Afryki rozegrał 5 meczów.

## Kariera klubowa
Przez całą swoją karierę piłkarską Silent związany był z klubem z Johannesburga, Orlando Pirates. W 1993 roku zadebiutował w jego barwach w pierwszej lidze południowoafrykańskiej i grał w nim do 2001 roku. W zespole Orlando Pirates rozegrał 255 ligowych meczów i strzelił 21 goli. Wraz z Orlando Pirates dwukrotnie wywalczył mistrzostwo RPA w 1994 i 2001 roku. W 1995 roku wygrał Puchar Mistrzów, a w 1996 - Superpuchar Afryki. W swojej karierze zdobył także Nedbank Cup (1996), MTN 8 (1993, 1996, 2000) oraz Charity Cup (1993, 1995, 1997, 1999, 2001).
| Sezon   | Klub            | Kraj              | Rozgrywki             | Mecze | Bramki |
| ------- | --------------- | ----------------- | --------------------- | ----- | ------ |
| 1993    | Orlando Pirates | Południowa Afryka | I. liga               | 15    | 0      |
| 1994    | Orlando Pirates | Południowa Afryka | I. liga               | 30    | 0      |
| 1995    | Orlando Pirates | Południowa Afryka | I. liga               | 38    | 1      |
| 1996/97 | Orlando Pirates | Południowa Afryka | Premier Soccer League | 33    | 2      |
| 1997/98 | Orlando Pirates | Południowa Afryka | Premier Soccer League | 32    | 6      |
| 1998/99 | Orlando Pirates | Południowa Afryka | Premier Soccer League | 37    | 4      |
| 1999/00 | Orlando Pirates | Południowa Afryka | Premier Soccer League | 31    | 5      |
| 2000/01 | Orlando Pirates | Południowa Afryka | Premier Soccer League | 39    | 3      |

## Kariera reprezentacyjna
W reprezentacji Republiki Południowej Afryki Silent zadebiutował w 1997 roku. W 1998 roku wywalczył wicemistrzostwo Afryki podczas Pucharu Narodów Afryki 1998. Na tym turnieju zagrał trzykrotnie: z Wybrzeżem Kości Słoniowej (1:1), ćwierćfinale z Marokiem (2:1) i półfinale z Demokratyczną Republiką Konga (2:1). Od 1997 do 1998 roku rozegrał w kadrze narodowej 5 meczów.